# Падула, Джино
Диего Джино Мауро Падула (исп. Diego Gino Mauro Padula; 11 июля 1976, Ланус, Буэнос-Айрес, Аргентина) — аргентинский футболист, левый защитник.

## Карьера
Падула — воспитанник «Ривер Плейта». Выступать на профессиональном уровне начал в 1996 году, но закрепиться в составе клуба не сумел.
В 1997 году перешёл в «Уракан». Провёл в клубе один сезон, сыграв в 31 матче и забив один гол.
В 1998 году отправился в Европу, перейдя в клуб испанской Сегунды B «Херес». Сыграл за клуб в семи матчах.
В 1999 году перебрался в Англию, где присоединился к клубу Второго дивизиона Футбольной лиги «Бристоль Роверс». Однако, за «пиратов» не сыграл ни одного матча.
12 ноября 1999 года подписал контракт с клубом Первого дивизиона Футбольной лиги «Уолсолл». Дебютировал за «шорников» в тот же день в матче против «Порт Вейла». По итогам сезона 1999/2000 Падула был признан болельщиками клуба лучшим игроком, но «Уолсолл» выбыл во Второй дивизион.
Пройдя безуспешные просмотры в «Дерби Каунти», «Данди Юнайтед» и своём бывшем клубе «Бристоль Роверс», 20 июля 2000 года перешёл по свободному трансферу согласно правилу Босмана в «Уиган Атлетик», став первым подписанием нового главного тренера клуба Брюса Риоха. Пропустив начало нового сезона из-за травмы, дебютировал за «Лэтикс» 12 сентября 2000 года в матче против «Питерборо Юнайтед», выйдя на замену на 88-й минуте вместо Брайана Маклафлина. Сыграв за «Уиган» в четырёх матчах лиги и забив один гол — в матче Трофея Футбольной лиги против своего бывшего клуба «Уолсолл», 21 мая 2001 покинул клуб.
Пробыв один год на родине вне футбола, в июле 2002 года подписал однолетний контракт с «Куинз Парк Рейнджерс». Дебютировал за «Рейнджерс» 17 августа 2002 года в матче против «Барнсли». 18 февраля 2003 года в матче против «Порт Вейла» забил свой первый гол за КПР. В июле 2003 года подписал новый двухлетний контракт с клубом. За время выступлений в КПР Падула получил у болельщиков клуба культовый статус.
В июле 2005 года бесплатно перешёл в «Ноттингем Форест», подписав двухлетний контракт. Дебютировал за «Форест» 20 августа 2005 года в матче против «Сканторп Юнайтед». Сыграл за клуб только в пяти матчах и в начале 2007 года расторг контракт с «Ноттингем Форест» по взаимному согласию сторон.
В январе 2007 года подписал 18-месячный контракт с клубом французской Лиги 2 «Монпелье». Сыграв за клуб в девяти матчах — семь в лиге и два в кубке, в феврале 2008 года покинул «Монпелье».
24 марта 2008 года подписал контракт с клубом MLS «Коламбус Крю». В главной лиге США дебютировал 12 апреля 2008 года в матче против «Чивас США». Пропустил 12 матчей с 3 мая по 2 августа 2008 года из-за травмы колена и подколенного сухожилия. Помог «Крю» завоевать Кубок MLS 2008, выходив в стартовом составе во всех четырёх матчах плей-офф. 10 октября 2009 года в матче против «Нью-Инглэнд Революшн» забил свой первый гол в MLS. По окончании сезона 2010 «Коламбус Крю» не продлил контракт с Падулой.
В 2011 году Гильермо Баррос Скелотто и Джино Падула открыли детско-юношескую футбольную академию в Колумбусе.

## Достижения
Командные
 «Коламбус Крю»
- Чемпион MLS (обладатель Кубка MLS): 2008
- Победитель регулярного чемпионата MLS: 2008, 2009